# Максимов Панас Панасович
Панас Панасович Максимов (1901, місто Херсон, тепер Херсонської області — 28 березня 1970, місто Суми) — український радянський партійний діяч, 2-й секретар Миколаївського обкому КП(б)У, 1-й секретар Херсонського, Дрогобицького та Сумського міськкомів КПУ. 

## Біографія
Народився в родині робітника-кочегара. У листопаді 1915 — квітні 1916 року — кочегар у судновласника Апатра, у квітні — листопаді 1916 року — змазувальник у судновласника Спозіта, у листопаді 1916 — березні 1917 року — машиніст у судновласника Борщеванова в місті Херсоні. У квітні 1917 — серпні 1919 року — слюсар Херсонських судноремонтних майстерень.
У вересні 1919 — травні 1920 року — старший машиніст в управлінні Херсонського порту. У травні 1920 — жовтні 1922 року — машиніст дивізіону канонерських човнів у Херсоні. Брав участь у бойових діях проти білогвардійських військ барона Врангеля. У 1922 році став членом комсомолу.
У жовтні 1922 — червні 1924 року — машиніст дивізіону канонерських човнів у місті Очакові. У червні 1924 — листопаді 1928 року — старший машиніст, механік управління Херсонського порту.
Член РКП(б) з червня 1925 року.
У 1928 році закінчив вечірнє відділення Херсонського робітничого технікуму водного транспорту (робтехнікуму водтрансу). Здобув спеціальність механіка морського торговельного флоту.
У листопаді 1928 — жовтні 1933 року — технічний інспектор Херсонського окружного (міського) відділу праці. У жовтні 1933 — травні 1937 року — технічний інспектор котлонагляду Херсонської міської ради професійних спілок. У 1935 році закінчив три курси заочного Московського інституту інженерів із техніки безпеки і котлонагляду.
У травні — серпні 1937 року — начальник енергетичного цеху, у серпні — грудні 1937 року — секретар партійного комітету, парторг ЦК ВКП(б) на Херсонському консервному заводі імені Сталіна.
У грудні 1937 — квітні 1938 року — 1-й секретар Херсонського міського комітету КП(б)У.
29 квітня — 29 травня 1938 року — 3-й секретар Організаційного бюро ЦК КП(б)У по Миколаївській області.
29 травня 1938 — травень 1941 року — 2-й секретар Миколаївського обласного комітету КП(б)У. У травні — вересні 1941 року — секретар Миколаївського обласного комітету КП(б)У з машинобудівної і суднобудівної промисловості.
Учасник німецько-радянської війни з 1941 року. У вересні 1941 — вересні 1942 року — відповідальний секретар партійної комісії політичного відділу Південної оперативної групи гвардійських мінометних частин Південного фронту. У жовтні 1942 — липні 1943 року — заступник начальника політичного відділу 56-ї армії Північно-Кавказького фронту. У липні 1943 — березні 1944 року — заступник з політичної частини окружного інтенданта Північно-Кавказького військового округу.
У квітні 1944 — квітні 1945 року — заступник секретаря Миколаївського обласного комітету КП(б)У з машинобудівної промисловості. У квітні 1945 — грудні 1946 року — слухач Вищої школи партійних організаторів при ЦК ВКП(б) в Москві.
У січні 1947 — січні 1950 року — 2-й секретар Дрогобицького міського комітету КП(б)У Дрогобицької області.
У січні — серпні 1950 року — 1-й секретар Дрогобицького міського комітету КП(б)У.
У серпні 1950 — грудні 1958 року — 1-й секретар Сумського міського комітету КП(б)У Сумської області.
У квітні 1959 — 1964 року — голова партійної комісії Сумського обласного комітету КПУ.
Потім — на пенсії в місті Сумах. До березня 1970 року — голова партійної комісії Сумського міського комітету КПУ.

## Звання
- майор

## Нагороди
- орден Трудового Червоного Прапора
- орден Червоної Зірки
- медалі